# Chhatarpur (Distrikt)
Der Distrikt Chhatarpur (Hindi छतरपुर जिला) ist ein Distrikt in der historischen Region Bundelkhand im Nordosten des indischen Bundesstaats Madhya Pradesh. Verwaltungs- und Wirtschaftszentrum ist die ca. 170.000 Einwohner zählende Stadt Chhatarpur.

## Geographie
Der Distrikt Chhatarpur befindet sich an der Grenze zu Uttar Pradesh. Er wird im Westen begrenzt durch den Fluss Dhasan. Nachbardistrikte sind im Nordwesten der Distrikt Tikamgarh, im Westen der Distrikt Lalitpur (U. P.), im Südwesten der Distrikt Sagar, im Süden der Distrikt Damoh, im Osten der Distrikt Panna und im Norden die Distrikte Banda und Chitrakoot (U. P.).
Der südliche Teil des Distrikts wird von den nordöstlichen Ausläufern des Vindhyagebirges durchzogen. Die durchschnittliche Höhe über dem Meeresspiegel beträgt zwischen 200 und 450 m; die maximale Höhe liegt bei etwa 550 m. Der Fluss Banne verläuft zur Gänze im Gebiet des Distrikts und wird kurz vor seiner Einmündung in den River Ken aufgestaut. Die jährlichen Niederschlagsmengen liegen bei ca. 900 mm/Jahr, wovon jedoch ca. 90 % auf die sommerlichen Monsunmonate entfallen.

## Geschichte
Der Distrikt Chhatarpur gehört zur historischen Region Bundelkhand, die im Mittelalter zunächst von den Gupta-, später dann von den Pratihara- und den Chandella-Herrschern dominiert wurde. Nach dem Ende der islamischen Dominanz durch das Sultanat von Delhi und das Mogulreich kam die Region im 17. und 18. Jahrhundert unter den Einfluss der Marathen und wurde in großen Teilen und mit Genehmigung der Briten im Jahr 1812 von den Scindia-Herrschern von Gwalior annektiert. Seit dem Jahr 1844 stand das Gebiet auch offiziell unter britischer Kontrolle. Nach der Unabhängigkeit Indiens (1947) gehörte Chhatarpur zur Union der Fürstenstaaten von Vindhya Pradesh, die im Rahmen des States Reorganisation Acts 1956 aufgelöst und in den neugeordneten Bundesstaat Madhya Pradesh integriert wurde.

## Bevölkerung
Mit 1.762.375 Einwohnern auf einer Fläche von 8.687 km², entsprechend einer Bevölkerungsdichte von 203 Einwohnern je km² war der Distrikt bei der Volkszählung für indische Verhältnisse eher dünner besiedelt (indischer Durchschnitt 382 Ew./km²). Es bestand ein deutliches Geschlechter-Ungleichgewicht (883 Frauen auf 1000 Männer). Die Alphabetisierungsrate lag mit 63,7 % (Männer 72,7 %, Frauen 53,6 %) deutlich unter dem indischen Durchschnitt (74,0 %, M: 82,1 %, F. 65,5 %) und dem Durchschnitt Madhya Pradeshs (69,3 %, M: 78,7 %, F: 59,2 %).
In religiöser Hinsicht ist der Distrikt vergleichsweise homogen. Im Jahr 2011 waren mehr als 95 % der Bewohner Anhänger des Hinduismus. Der Anteil an Muslimen lag bei 4 %. Die am häufigsten gesprochenen Sprachen sind Hindi und der regionale Dialekt Bundeli.

## Verwaltung
Der Distrikt Chhatarpur ist in elf Verwaltungsbezirke (Tehsils oder Subdivisions) untergliedert: Bada Malehara, Bijawar, Buxwaha, Chandla, Chhatarpur, Gaurihar, Ghuwara, Laundi, Maharajpur, Nowgong und Rajnagar Bei der Volkszählung 2011 wurden 1.085 bewohnte Dörfer und 15 Siedlungen städtischen Charakters gezählt. Die größte Stadt war die Distrikthauptstadt Chhatarpur mit 142.128 Einwohnern (2011).

## Wirtschaft

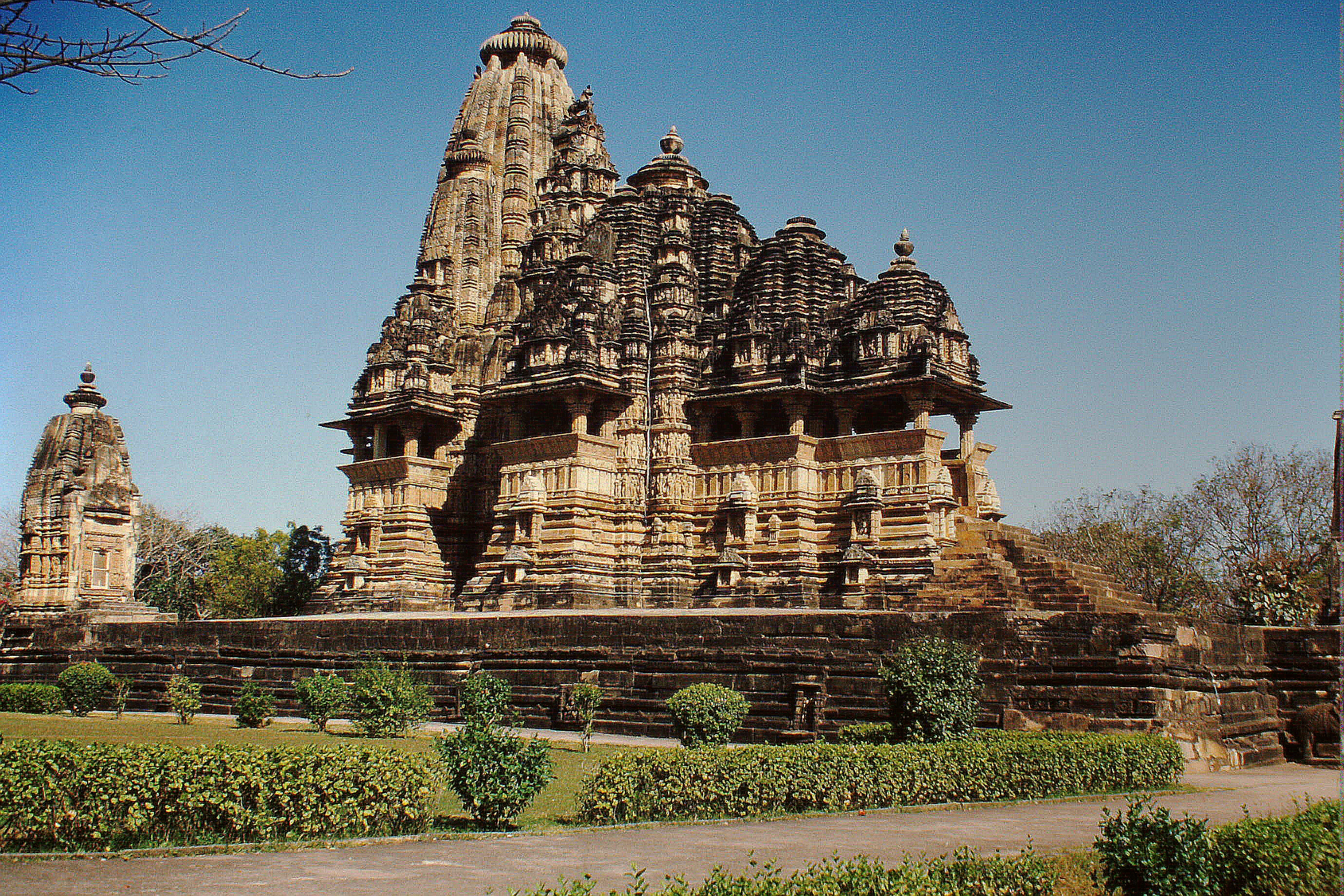
Khajuraho – Vishvanatha-Tempel

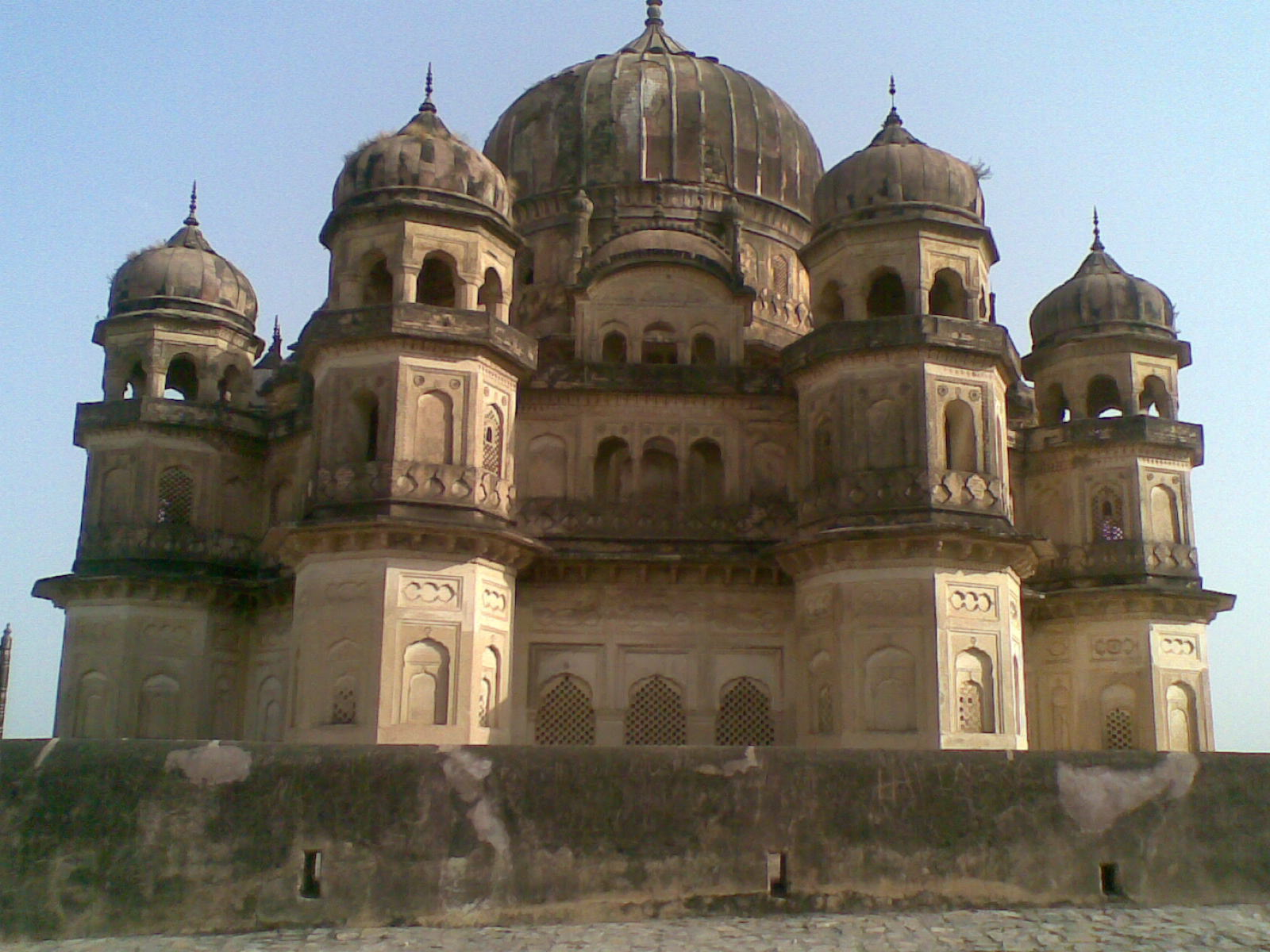
Dhubela – Kenotaph (chhatri) von Maharani Kamlapati

Der Distrikt Chhatarpur ist in sehr hohem Maße landwirtschaftlich geprägt; lediglich in den Städten gibt es einige größere Geschäfte und Handwerksbetriebe sowie Banken und weiterführende Schulen. Die einzige Bahnverbindung führt von Khajuraho nach Mahoba (U. P.).

## Sehenswürdigkeiten
Auf dem Gebiet des ansonsten touristisch kaum erschlossenen Distrikts Chhatarpur befinden sich die weit über die Grenzen Indiens hinaus bekannten Tempel von Khajuraho, die von der UNESCO als Weltkulturerbe eingestuft wurden. Die mogulzeitliche Ruinenstätte von Dhubela verdient ebenfalls Beachtung. Der insgesamt etwa 1400 km² große Panna-Nationalpark mit seinem Tiger-Reservat (Panna Tiger Reserve) wird oft von Tagesausflüglern von Khajuraho aus besucht.